# Intsia bijuga
Intsia bijuga  è un albero della famiglia delle Fabacee originario dell'Indo-Pacifico.
Alcuni dei nomi comuni con i quali la pianta è conosciuta includono ipil, kwila e taal, quest'ultimo attestato in alcune aree delle Filippine

## Descrizione
Può raggiungere i 50 metri d'altezza. Differisce da Intsia palembanica per il numero di foglioline che formano le loro foglie composte.

## Distribuzione e habitat
Il suo areale si estende dalla Tanzania dal Madagascar, attraverso l'India, il sud-est asiatico e l'Indonesia sino all'Australia, e alle isole Figi e Samoa.
Il suo habitat sono le rive dei torrenti delle foreste pluviali di pianura e i margini delle mangrovie.

## Conservazione
La Lista rossa IUCN classifica Intsia bijuga come specie vulnerabile.
Secondo Greenpeace grandi quantità legno di ipil in commercio provengono dal taglio illegale, perciò l'ONG ne scoraggia il commercio. In base alle stime dell'organizzazione al tasso di disboscamento attuale I. bijuga sarebbe destinato ad estinguersi entro 35 anni

## Usi
La corteccia e le foglie trovano impiego nella medicina tradizionale. Il legno, chiamato kwila, è assai durevole e resistente alle termiti, motivo per cui è considerato un materiale pregiato per diversi scopi, tra cui la realizzazione di pavimentazioni. L'albero può avere le venature di un colore tendente all'oro. A causa della diffusione del taglio di Intsia bijuga per il suo legname, è minacciato in molte zone del sud-est asiatico e in alcune è addirittura quasi completamente scomparso. Ingenti quantitativi di legname furono impiegati nella costruzione degli impianti per le Olimpiadi del 2008 dalla Cina, principale paese importatore.
.

## Simbologia
I. bijuga, localmente conosciuto come ifit, è l'albero ufficiale del territorio statunitense di Guam.